# Wickiana
Wickiana是由蘇黎世的喬安·雅各布·威克（1522-1588） 於1560至1587年間收集的24卷流行印刷集，是瑞士改革時期的一個重要來源。
威克生活在慈運理的繼承者海因里希·布林格統治時期的蘇黎世，他曾在蒂宾根研究神學，並作為威蒂肯、城市醫院和普雷迪格教堂的牧師。之後，他在蘇黎世大教堂擔任法政牧師和第二任會吏長。
威克的論文在1588年他死後被收藏在蘇黎世大教堂的修道院圖書館，並於1836年被遷至蘇黎世中心圖書館。1925年，原始的收藏被分成了博物館手稿和早起印刷。印刷集包含全部429份原始蘇黎世大教堂收藏（PAS II 25），和後來添加上的10份藏品（PAS II 25）。原稿被分配到圖書館的Ms F 12–35索引。收藏集的部分副本在1997至2005年出版並配有註釋。

## 樣本

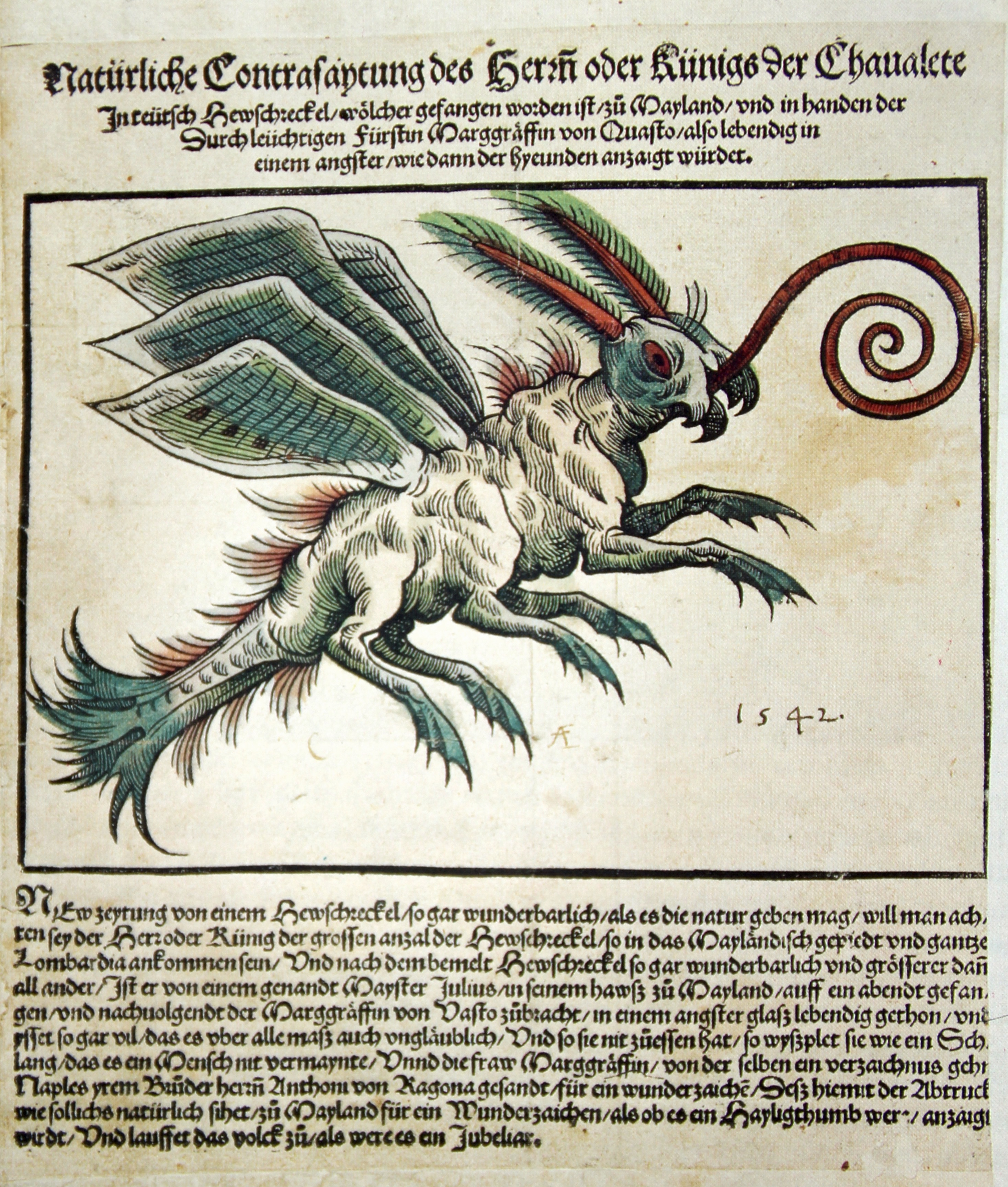
蚱蜢
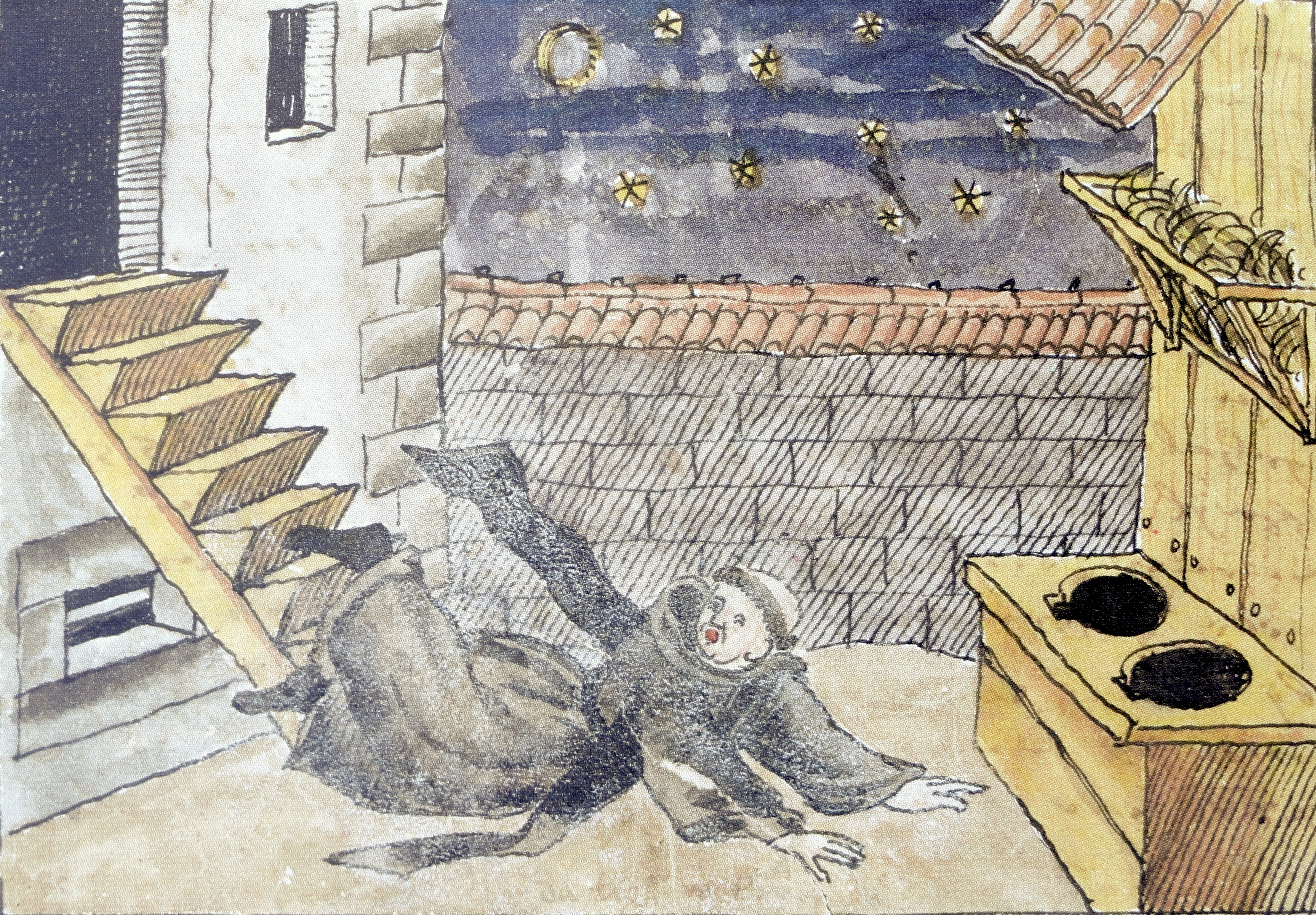
修道士Bastian Hegner跌落致死，1561年11月12日於拉珀斯維爾
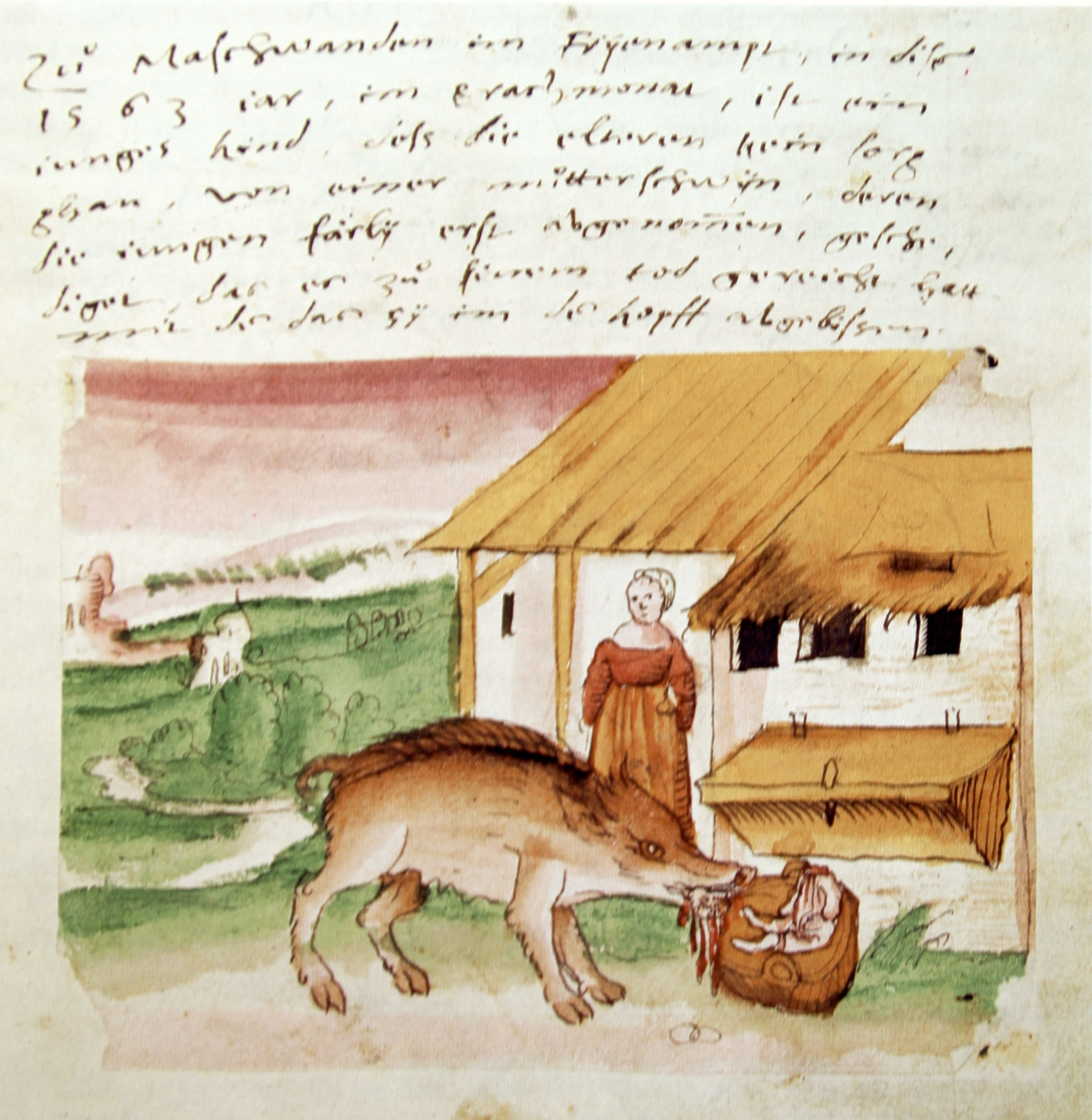
Maschwanden的兒童被豬襲擊致死
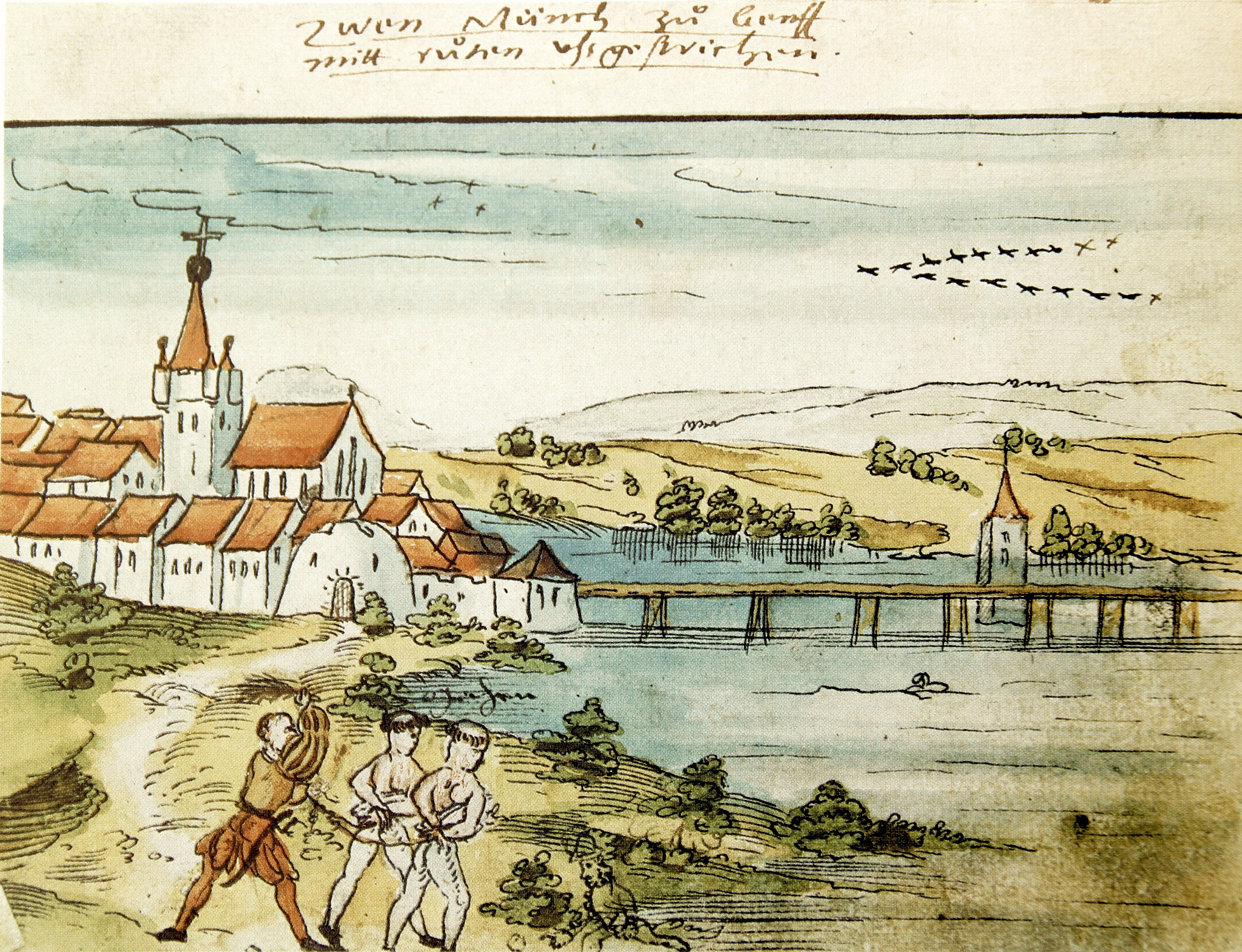
日內瓦兩名修道士因詐騙而被鞭撻
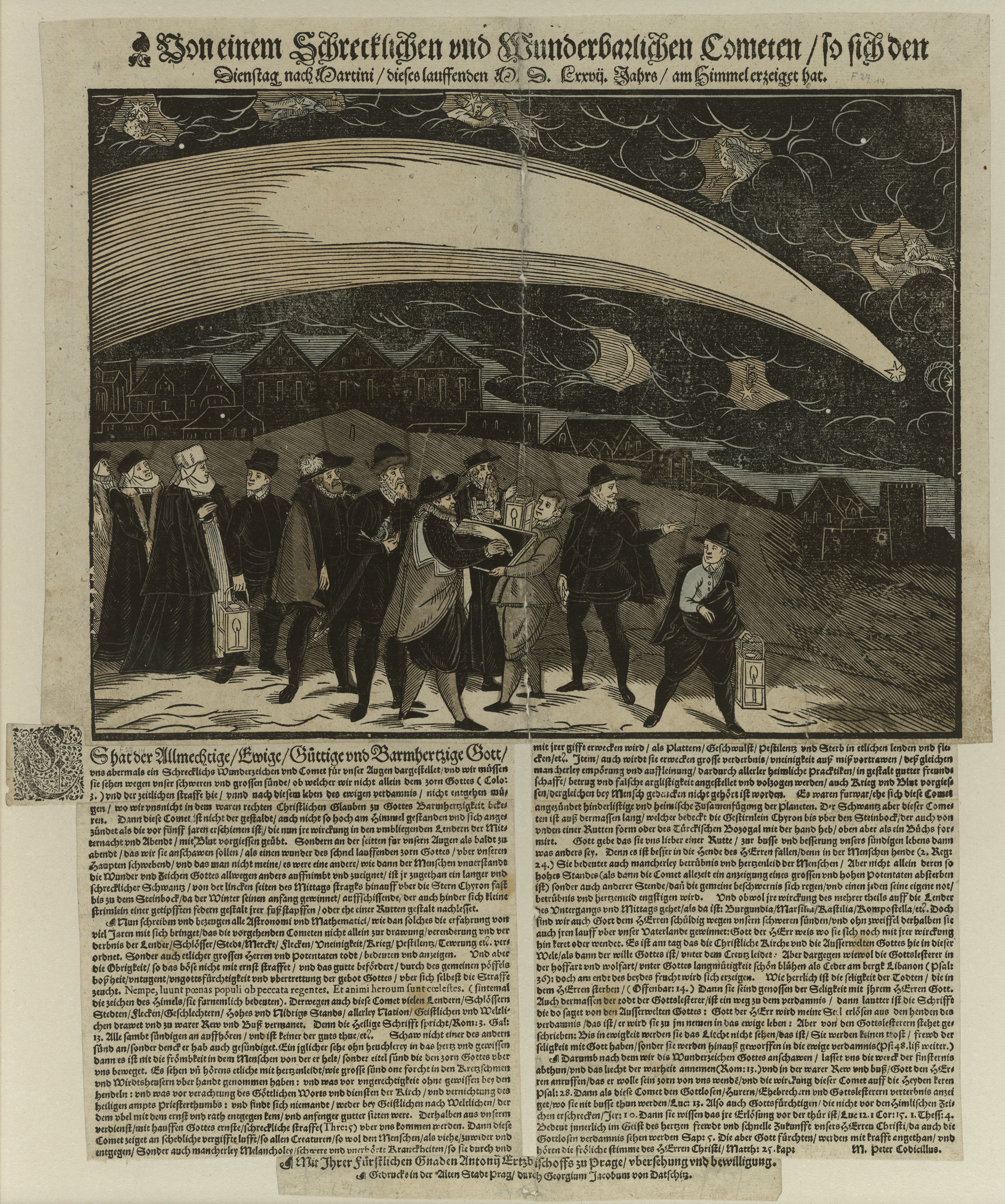
1577年大彗星，1577年11月12日於布拉格

## 外部連結
- （德文） Zentralbibliothek Zürich （页面存档备份，存于）